# ドナルドの命びろい
『ドナルドの命びろい』（ドナルドのいのちびろい、原題：Dumb Bell of the Yukon）は、ウォルト・ディズニー・プロダクション（現：ウォルト・ディズニー・カンパニー）が製作した1946年8月30日公開のアニメーション短編映画作品。ドナルドダック・シリーズの第64作である。

## あらすじ
デイジーから「毛皮のコートが欲しい」と頼まれたドナルドは、雪山へ向かう。そこで洞穴に熊の親子が寝ていて、ドナルドは子熊の毛から毛皮のコートを作ろうと画策し、とある山小屋へと連れ込む。
しかし、それに気づいた親熊がやってきてドナルドはコートを熊の着ぐるみに改造して何とかカムフラージュする。だがそこへ、本物の子熊が近づいてきたためドナルドは子熊を蹴り飛ばすが、逆に蹴り返されてしまう。その拍子に着ぐるみが破れて正体がバレてしまい、親熊はドナルドに襲いかかるが、たまたまドナルドの頭に落ちてきた好物のハチミツの匂いを嗅いだことで親子共々ドナルドの顔についたハチミツを舐めまわすのだった。

## スタッフ
- 製作：ウォルト・ディズニー
- 監督：ジャック・キング
- 脚本：ハリー・リーブス、ホーマー・ブライトマン
- 音楽：オリバー・ウォレス
- 美術、背景：アーネスト・ノードリ
- 原画：フレッド・コピエッツ、エド・アーダル、サンディー・ストロンザ、ドン・タウズリー

## キャスト
| キャラクター   | 原語版               | 旧吹き替え版 | 新吹き替え版 |
| -------------- | -------------------- | ------------ | ------------ |
| ドナルドダック | クラレンス・ナッシュ | 関時男       | 山寺宏一     |
| ナレーター     | -                    | 江原正士     | -            |

## 日本での公開

### 収録
- 『ドナルドダック・クロニクル Vol.2 限定保存版』（DVD、ブエナ・ビスタ・ホーム・エンターテイメント、新吹き替え版）